# کولوشوو (شهرستان اوچالینسکی، باشقیرستان)
کولوشوو (انگلیسی: Kulushevo, Uchalinsky District, Republic of Bashkortostan) یک شهرک در شهرستان اوچالینسکی استان باشقیرستان کشور روسیه است.